# Amata micantala
Amata micantala là một loài bướm đêm thuộc phân họ Arctiinae, họ Erebidae.